# Grand Prix d'Ouverture La Marseillaise 2015
Il Grand Prix Cycliste la Marseillaise 2015, trentaseiesima edizione della corsa, valevole come evento dell'UCI Europe Tour 2015 e come prima prova della Coppa di Francia categoria 1.1, si svolse il 1º febbraio 2015 su un percorso di 139,7 km, con partenza da Allauch e arrivo a Marsiglia, in Francia. La vittoria fu appannaggio dell'olandese Pim Ligthart, che completò il percorso in 3h39'33", alla media di 38,178 km/h, precedendo il belga Kenneth Vanbilsen e il francese Antoine Demoitié.
Sul traguardo di Marsiglia 125 ciclisti, su 143 partiti da Allauch, portarono a termine la competizione.

## Squadre e corridori partecipanti
| N.    | Cod. | Squadra                    |
| ----- | ---- | -------------------------- |
| 1-8   | COF  | Cofidis, Solutions Crédits |
| 11-18 | FDJ  | FDJ                        |
| 21-28 | AUB  | Auber 93                   |
| 31-38 | RLM  | Roubaix-Lille Métropole    |
| 41-48 | M13  | Team Marseille 13-KTM      |
| 51-58 | BSE  | Bretagne-Séché             |
| 61-67 | EUC  | Team Europcar              |
| 71-78 | ALM  | AG2R La Mondiale           |
| 81-88 | ADT  | Armée de Terre             |

| N.      | Cod. | Squadra                     |
| ------- | ---- | --------------------------- |
| 91-98   | CJR  | Caja Rural-Seguros RGA      |
| 101-108 | LTS  | Lotto Soudal                |
| 111-118 | TSV  | Topsport Vlaanderen-Baloise |
| 121-128 | COL  | Colombia                    |
| 131-138 | VER  | Veranclassic-Ekoi           |
| 141-148 | WGG  | Wanty-Groupe Gobert         |
| 151-158 | SKT  | An Post-ChainReaction       |
| 161-168 | CCC  | CCC Sprandi Polkowice       |
| 171-178 | WBC  | Wallonie Bruxelles          |

## Ordine d'arrivo (Top 10)
| Pos. | Corridore           | Squadra      | Tempo    |
| ---- | ------------------- | ------------ | -------- |
| 1    | Pim Ligthart        | Lotto        | 3h39'33" |
| 2    | Kenneth Vanbilsen   | Cofidis      | s.t.     |
| 3    | Antoine Demoitié    | Wallonie     | s.t.     |
| 4    | Baptiste Planckaert | Roubaix      | s.t.     |
| 5    | Jonathan Hivert     | Bretagne     | s.t.     |
| 6    | Marco Marcato       | Wanty        | s.t.     |
| 7    | Edward Theuns       | Topsport Vl. | s.t.     |
| 8    | Maxime Renault      | Auber 93     | s.t.     |
| 9    | Benjamin Giraud     | Marseille 13 | s.t.     |
| 10   | Amets Txurruka      | Caja Rural   | s.t.     |